# Katedra historie Filozofické fakulty Univerzity Palackého
Katedra historie Filozofické fakulty Univerzity Palackého je jednou z nejstarších kateder na Univerzitě Palackého v Olomouci. Vznikla v roce 1946.

## Studium
V současné době nabízí studium na úrovni bakalářské, magisterské a doktorské. Kromě historie lze na katedře studovat i archivnictví, archeologii a mezinárodní obor euroculture.

## Pracoviště
Při Katedře historie působí specializovaná pracoviště Kabinet regionálních dějin, Centrum pro československá exilová studia, Centrum urbánních dějin a Centrum dějin křesťanské politiky.
Pracovníci katedry (stav červenec 2024):
| Profesoři                                                                                                | Emeritní profesoři                                                                                  | Docenti | Odborní asistenti | Sekretariát      |
| prof. PhDr. Jana Burešová, CSc. prof. Mgr. Jaroslav Miller, M.A., Ph.D. prof. PhDr. David Papajík, Ph.D. | prof. PhDr. Ivo Barteček, CSc. prof. PhDr. PaedDr. Pavel Marek, Ph.D. prof. PhDr. Miloš Trapl, CSc. | doc. Mgr. Martin Elbel, M.A., Ph.D. doc. Mgr. Martin Golec, Ph.D. doc. Mgr. Antonín Kalous, M.A., Ph.D. doc. Mgr. Karel Nováček, Ph.D. doc. Mgr. Radmila Prchal Pavlíčková, Ph.D. doc. Mgr. Jan Stejskal, M.A., Ph.D. doc. Mgr. Radmila Švaříčková Slabáková, Ph.D. doc. PhDr. Michael Viktořík, Ph.D. | Mgr. et Mgr. Michaela Antonín Malaníková, Ph.D. Mgr. Jana Engelbrechtová, Ph.D Mgr. Hana Ferencová, Ph.D. Mgr. Miloš Hlava, Ph.D. Mgr. Jitka Kohoutová, Ph.D. Mgr. Hana Jadrná Matějková, Ph.D. Mgr. Pavlína Kalábková, Ph.D. Mgr. Jitka Kohoutová PhDr. Pavel Kreisinger, Ph.D. Mgr. Martin Novák, Ph.D. Mgr. Jana Oppeltová, Ph.D. Mgr. Patrik Paštrnák, M.A., D.Phil. Mgr. Lukáš Perutka, Ph.D. PhDr. Karel Podolský Mgr. Ivan Puš, Ph.D. Mgr. Věra Slavíková, Ph.D. PhDr. Tomáš Somer, Ph.D. Mgr. Ema Šimková, Ph.D. Bc. Jana Šínová PhDr. Pavel Šlézar, Ph.D. Mgr. Ivana Vostrovská | Markéta Peřinová |